# Бойко Олексій Васильович
Олексій Васильович Бойко (нар. 19 березня 1992, Луганськ, УРСР) — український футболіст, нападник російського аматорського клубу «СШОР-1-Кристал» (Санкт-Петербург).

## Життєпис
Народився в Луганську, вихованець місцевого училища фізичної культури. Дорослу футбольну кар'єру розпочав 2007 року в другій команді «Зорі», яка виступала в чемпіонаті Луганської області. Потім у вище вказаному турнірі виступав за альчевську «Сталь-2». У 2011 році перебрався до «Шахтаря» з Красного Луча, де відіграв наступні три сезони сезони. У сезоні 2014/15 років захищав кольори також аматорського кримського колективу FNN. На початку січня 2015 року став гравцем представника Прем'єр-ліги КФС. Потім виступав у вищому дивізіоні чемпіонату Криму за «Кримтеплицю» та декілька аматорських кримських колективів. У середині січня 2016 року підсилив «Кизилташ», дубль вище вказаного клубу та аматорський колектив «Ронда» (Аграрне).
Напередодні старту другої половини сезону 2017/18 років повернувся до України, де підсилив представника Другої ліги України ФК «Мир». У своєму дебютному сезоні в третьому дивізіоні провів 10 матчів та відзначився 4-ма голами. У наступному сезоні переуклав контракт з горностаївським колективом й протягом сезону двічі визнавався гравцем тижня, у 5-му та 23-му турах чемпіонату. Також завершив сезон з 19 голами як найкращий бомбардир ліги.
Після завершення успішного сезону в другій лізі України вирішив спробувати свої сили за кордоном, став гравцем представника Першої ліги Вірменії «Локомотив» (Єреван). Після нетривалого перебування у Вірменії повернувся до України, щоб грати в першій лізі України за ФК «Гірник-Спорт» (Горішні Плавні). У 2020 році продовжив виступи у другому дивізіоні, підписав контракт з краматорським «Авангард», де з'явився в п'яти матчах. Після двох сезонів у Першій лізі повернувся до третього дивізіону й підписав контракт із сімферопольською «Таврією». У своєму дебютному сезоні за «Таврію» визнаний найкращим гравцем 25-го туру. Наступного сезону переуклав контракт з «Таврією». У своєму другому сезоні в сімферопольському клубі став найкращим бомбардиром команди з 13-ма голами.
Влітку 2022 року вдруге поїхав за кордон, щоб виступати в Канадській футбольній лізі за «Контіненталс». Дебютував за нову команду 29 березня 2022 року в поєдинку проти «Сербіан Вайт Іглз», в якому відзначився також голом. Протягом усього сезону грав у стартовому складі, допоміг команді фінішувати у регулярній частині сезону на 4-му місці. Також став найкращим бомбардиром клубу з чотирма голами та допоміг «Контіненталс» виграти чемпіонат CSL, після перемоги над «Скарборо».

## Досягнення
Відкритий кубок Асоціації футболу АР Крим та м. Севастополя:
- Володар: 2018, 2021
- Фіналіст: 2019
- Найкращий бомбардир: 2018
- Найкращий нападник: 2021

 Канадська футбольна ліга (CSL):
- Чемпіон: 2022